# Smokvica Krmpotska
Smokvica Krmpotska falu Horvátországban, Tengermellék-Hegyvidék megyében. Közigazgatásilag Novi Vinodolskihoz tartozik.

## Fekvése
A horvát tengerpart északi részének közepén, Novi Vinodolskitól 8 km-re délkeletre, a Noviból Zengg felé menő főút mellett a tengerparton fekszik.

## Története
A település egyik jellegzetes növényéről a fügéről (latinul „Ficus Carica”, horvátul „smokva”) kapta a nevét. A füge a szőlő mellett egykor a tengermellék legfontosabb gyümölcse volt. Smokvica környékén is olyan hatalmas ültetvények voltak belőle, hogy egyes családok ősszel két tonnát is szüreteltek ebből a zamatos édes gyümölcsből. Smokvica a Novi és Zengg között fekvő Krmpote vidékének fiatalabb települései közé tartozik. A folyamatos emberi jelenlét csak a 17. század közepétől adatolható. Első lakóinak életéről mesélnek a máig fennmaradt kőkerítések és kőházak maradványai, melyek a szomszédos Klenovica felé találhatók, de Zengg felé a parttól 1,5 kilométerre fennmaradtak egy emeletes toronyszerű ház falai is.
A falunak 1857-ben 38, 1910-ben 56 lakosa volt. 1920-ig Modrus-Fiume vármegye Novi járásához tartozott. 2011-ben 30 lakosa volt.

## Lakosság
| Lakosság változása | Lakosság változása | Lakosság változása | Lakosság változása | Lakosság változása | Lakosság változása | Lakosság változása | Lakosság változása | Lakosság változása | Lakosság változása | Lakosság változása | Lakosság változása | Lakosság változása | Lakosság változása | Lakosság változása | Lakosság változása |
| ------------------ | ------------------ | ------------------ | ------------------ | ------------------ | ------------------ | ------------------ | ------------------ | ------------------ | ------------------ | ------------------ | ------------------ | ------------------ | ------------------ | ------------------ | ------------------ |
| 1857               | 1869               | 1880               | 1890               | 1900               | 1910               | 1921               | 1931               | 1948               | 1953               | 1961               | 1971               | 1981               | 1991               | 2001               | 2011               |
| 38                 | 0                  | 46                 | 52                 | 61                 | 56                 | 59                 | 52                 | 47                 | 44                 | 31                 | 29                 | 20                 | 29                 | 48                 | 30                 |